# Saitonia
Saitonia là một chi nhện trong họ Linyphiidae.